# الیکایی تپویی
الیکایی تپویی (نام علمی: Troglodytes rufulus) نام یک گونه از سرده الیکایی‌های غارنشین است.